# Gammarus agrarius
Gammarus agrarius is een vlokreeftensoort uit de familie van de Gammaridae. De wetenschappelijke naam van de soort is voor het eerst geldig gepubliceerd in 1973 door G. Karaman.
Mannelijke exemplaren van G. agrarius kunnen 21 mm groot worden, de vrouwtjes blijven iets kleiner. De kleur van levende exemplaren is vrij helder, min of meer groenig. Zij komen voor in het zuidelijk deel van Aziatisch Turkije in stromend zoet water met een hoog gehalte aan elektrolyten. Tevens worden zij aangetroffen in de oevers van meren. Het heeft een voorkeur voor een dichte begroeiing van waterplanten.